# Шпекле, Карл Иоганн
Карл Иоганн Шпекле (1734—1796, Санкт-Петербург) — российский архитектор немецкого происхождения, представитель стиля классицизм.

## Биография

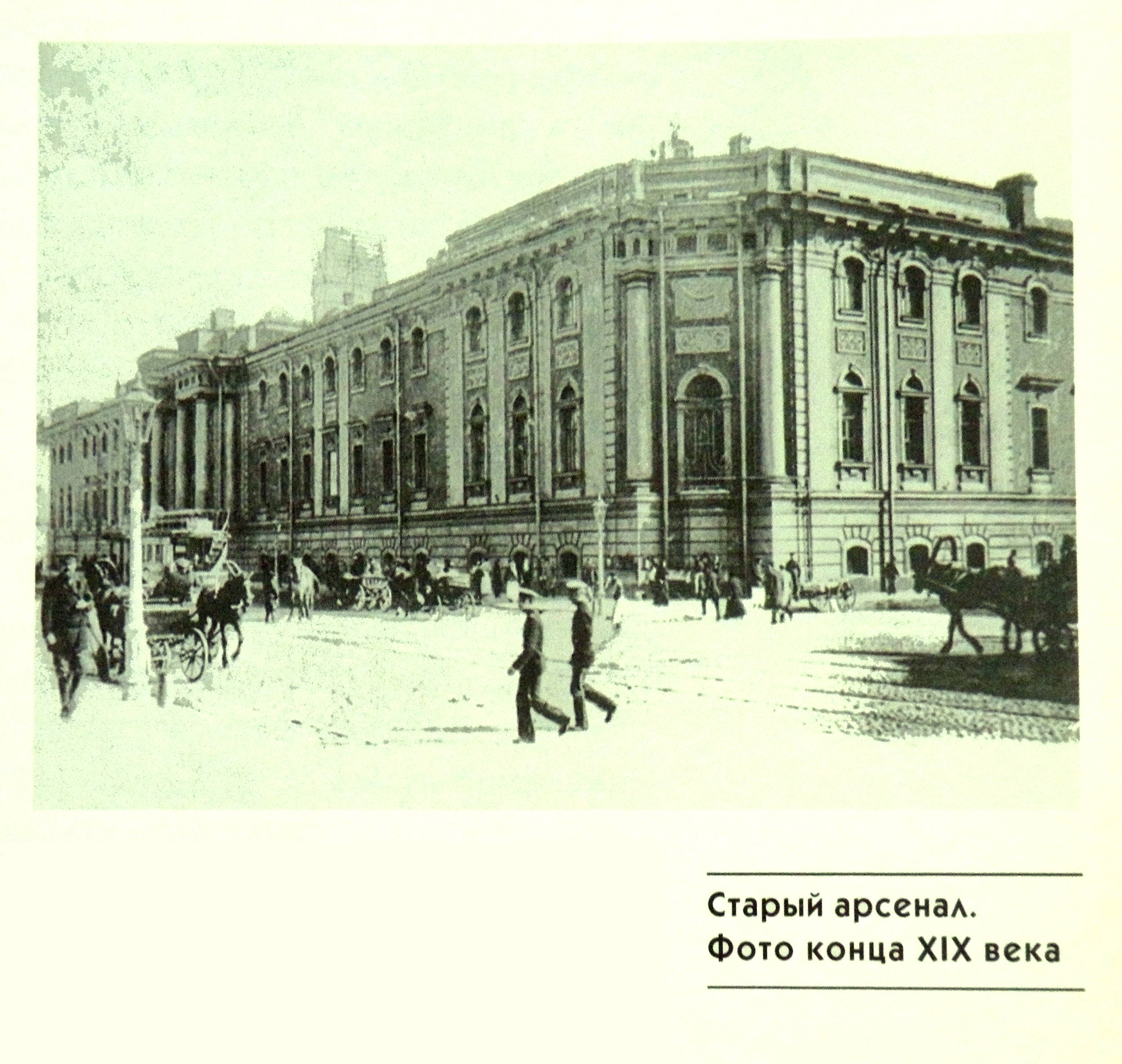
Старый арсенал (разобран в 1929 году)

Был сыном оружейника и скульптора Филиппа Шпекле, приехавшего в Россию по приглашению Петра I в 1698 году. Учился в училище Святой Анны — школе при лютеранской церкви св. Анны. Вместе с братом Паулем в 1758 году, как талантливый портретист и рисовальщик, был принят на службу помощником архитектора Б. Ф. Растрелли в Канцелярию от строений. В 1765—1796 годах служил архитектором Инженерного корпуса российской армии, а также исполнял обязанности архитектора Артиллерийского корпуса. На этих должностях руководил проектированием и строительством многочисленных зданий военного назначения в различных частях Российской империи. В их число входят казармы, кордегардии, офицерские квартиры, военно-административные здания, мастерские, арсеналы, военные госпитали и оружейные заводы.
Так, Шпекле переработал проект здания Санкт-Петербургского арсенала и руководил его постройкой до 1790 года. Здание считается выдающимся произведением раннего классицизма. В 1770—1780 годах архитектор руководил строительством зданий Сестрорецкого оружейного завода, в 1783—1789 — Брянского арсенала.
В 1786—1787 годах он сооружает первые в России железные мосты — малые китайские в Александровском парке Царского села, а затем и в Таврическом саду.
В Петербурге сохранился дом инженер-генерала Ф. В. Баура (1781—1784, наб. Кутузова 36/2), возможно построенный Шпекле.
Построенные Шпекле здания военного назначения имеются в Финляндии, например, в Фридрихсгамской крепости и в Вильманстрандской крепости.
В Выборге сохранились спроектированные Шпекле постройки в Аннинских укреплениях, а также бывший дворец наместника (1784 год), первоначально предназначавшийся для размещения Инженерной команды.
С 1782 года Шпекле преподавал гражданскую архитектуру в Артиллерийском и Инженерном кадетских корпусах. В 1785 году получил российское подданство, а в 1793 году за 35-летнюю безупречную службу награждён орденом Святого Владимира. Умер в Петербурге в 1796 году.

## Изображения

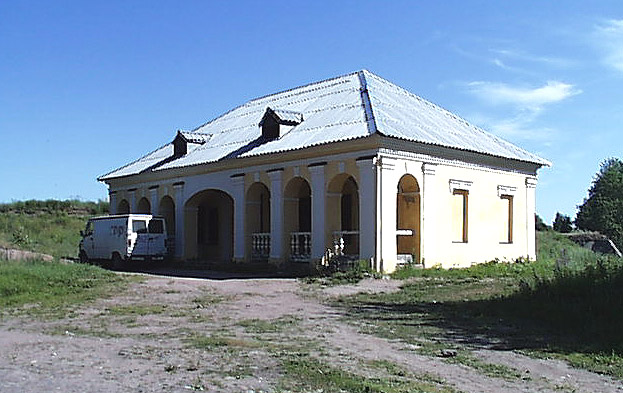
Кордегардия Аннинских укреплений (1776 год)
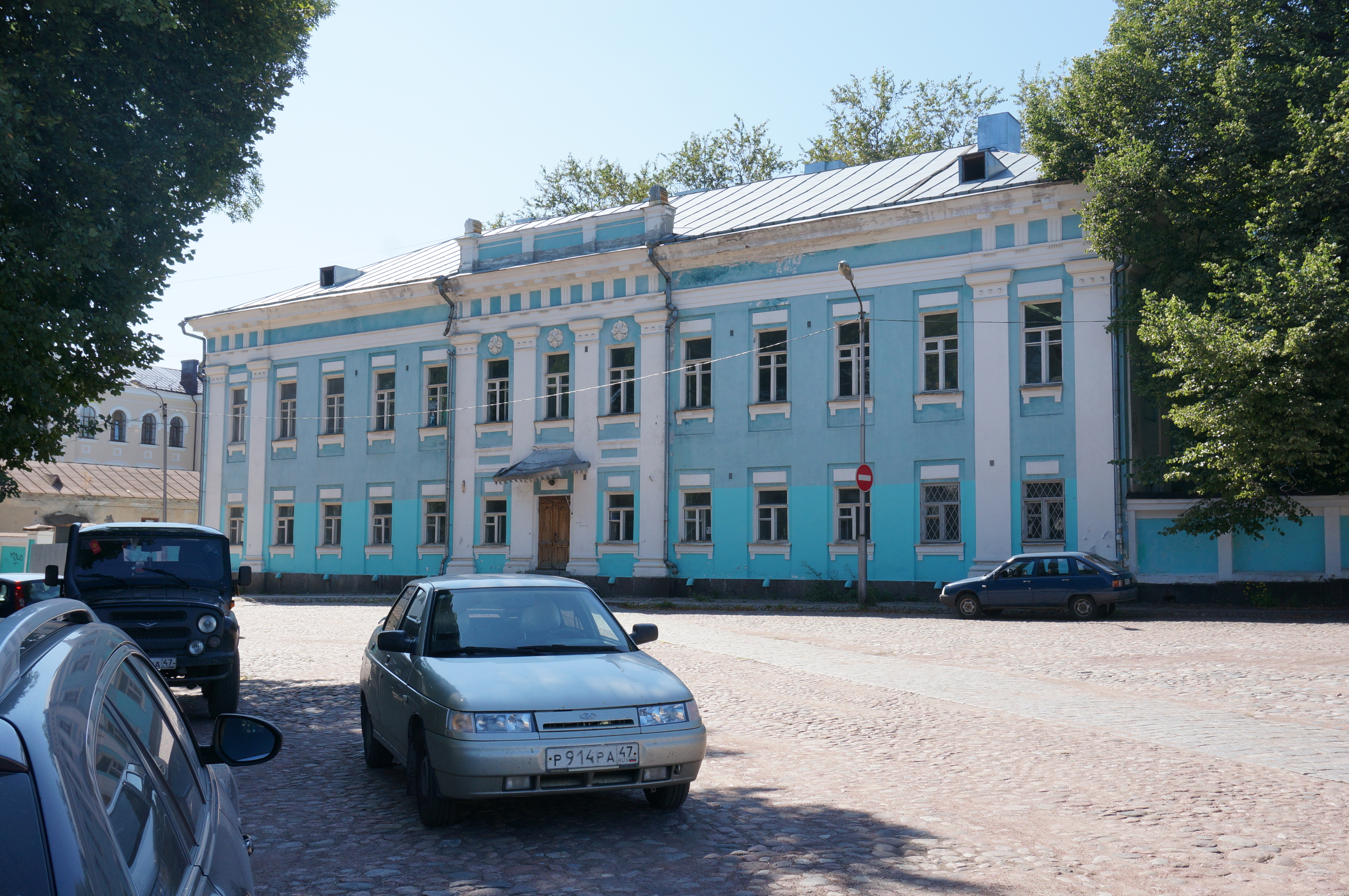
Выборгский епархиальный центр (бывший дворец наместника, 1784 год)
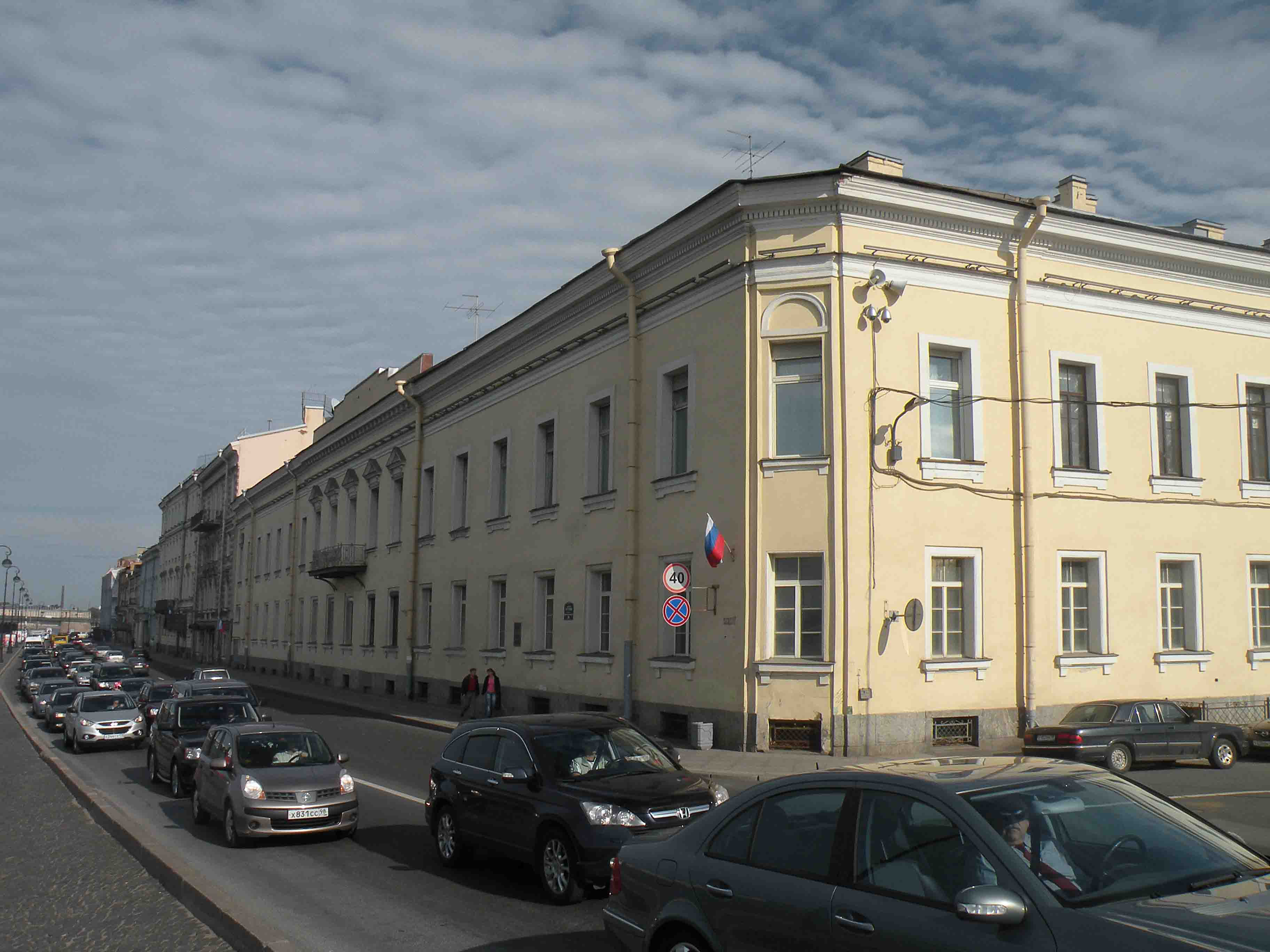
Дом Баура (Санкт-Петербург, 1784 год)
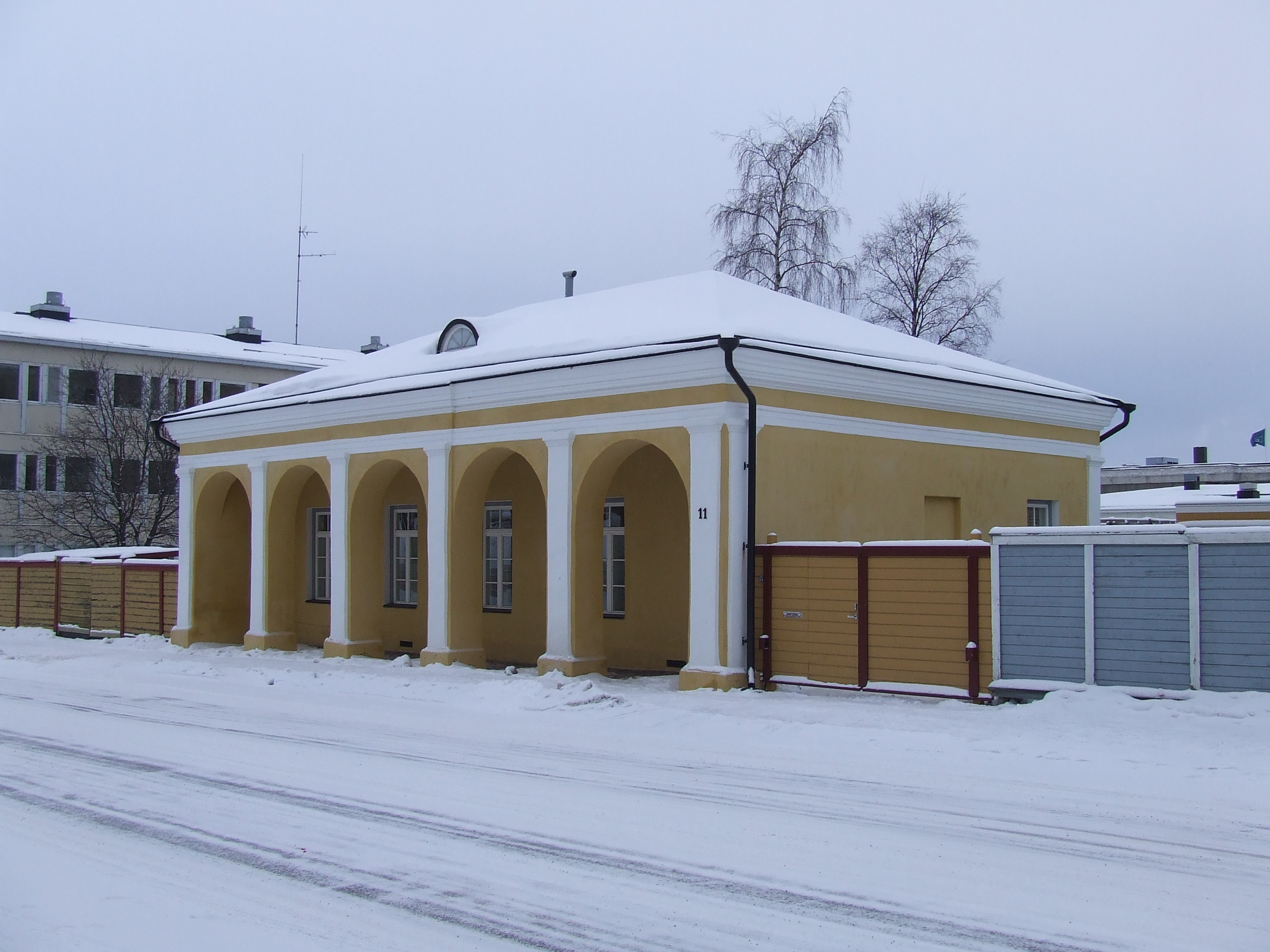
Кордегардия Фридрихсгамской крепости (1776 год)
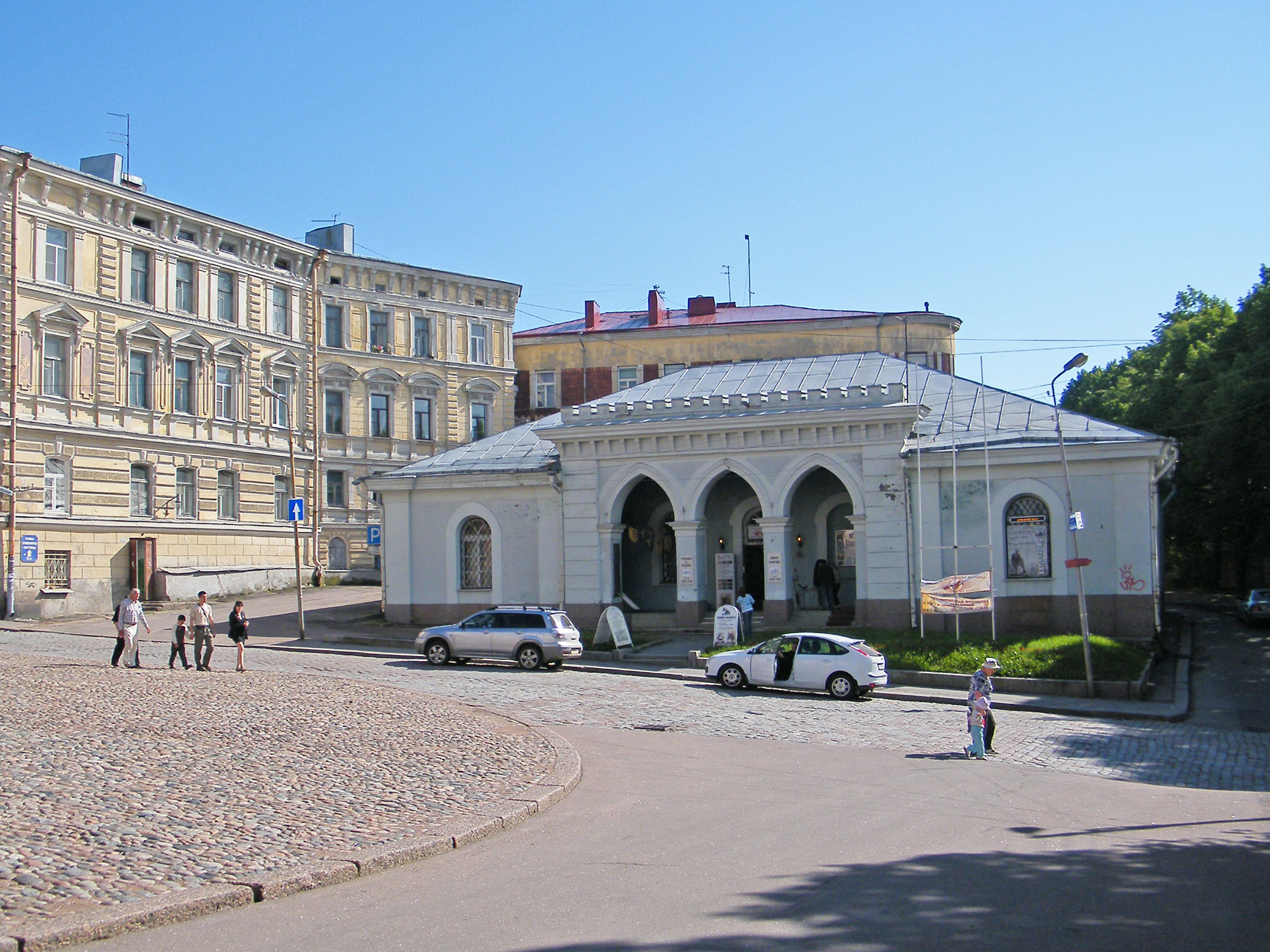
Здание гарнизонной гауптвахты в Выборге (1776 год, перестроено в 1857 году)